# West Covina
West Covina is een stad in de Amerikaanse staat Californië en telt 105.080 inwoners. Het is hiermee de 220e stad in de Verenigde Staten (2000). De oppervlakte bedraagt 41,7 km², waarmee het de 225e stad is.

## Demografie
Van de bevolking is 10,4 % ouder dan 65 jaar en bestaat voor 14,8 % uit eenpersoonshuishoudens. De werkloosheid bedraagt 3,6 % (cijfers volkstelling 2000).
Ongeveer 45,7 % van de bevolking van West Covina bestaat uit hispanics en latino's, 6,4 % is van Afrikaanse oorsprong en 22,7 % van Aziatische oorsprong.
Het aantal inwoners steeg van 95.915 in 1990 naar 105.080 in 2000.

## Klimaat
In januari is de gemiddelde temperatuur 13,2 °C, in juli is dat 24,0 °C. Jaarlijks valt er gemiddeld 454,7 mm neerslag (gegevens op basis van de meetperiode 1961-1990).

## Plaatsen in de nabije omgeving
De onderstaande figuur toont nabijgelegen plaatsen in een straal van 8 km rond West Covina.

## Geboren
- Tim Robbins (1958), acteur, filmproducent, filmregisseur, scenarioschrijver en zanger
- Nad Sylvan (1959), zanger
- Lea Antonoplis (1959), tennisspeelster
- Michele en Jennifer Steffin (1981), actrices
- Gabrielle Andrews (1996), tennisspeelster